# Gajcy!
Gajcy! – polski album muzyczny wydany 17 lipca 2009 przez Muzeum Powstania Warszawskiego, zawierający utwory nagrane przez różnych wykonawców do tekstów Tadeusza Gajcego.

## Lista wykonawców i utworów
Źródło:.
1. Maleo – „Pytanie” (4:14)
2. Agressiva 69 – „Schodząc” (5:08)
3. Fat Belly Family – „Droga tajemnic” (4:32)
4. Żywiołak – „Moja mała” (6:05)
5. Kazik – „Modlitwa za rzeczy” (3:02)
6. Pogodno – „O szewcu zadumanym” (3:38)
7. Hetane – „Czarne okna” (3:53)
8. NOT – „Jestem tutaj” (4:53)
9. Made in Poland – „Wezwanie” (3:44)
10. Pustki – „Wiersz o szukaniu” (4:02)
11. Karolina Cicha – „Miłość bez jutra” (2:37)
12. Armia – „Wczorajszemu” (5:09)
13. Kawałek Kulki – „Bajka” (2:30)
14. Karotka – „Bajka druga” (3:00)
15. 52UM – „Do potomnego” (4:08)
16. Karolina Cicha – „1942. Noc wigilijna” (2:21)
17. Dezerter – „Śpiew murów” (4:27)
18. Lech Janerka – „Święty kucharz od Hipciego” (0:50)